# Северный Камаринес
Северный Камаринес (таг. Hilagang Kamarines, англ. Camarines Norte) — провинция Филиппин, входящая в Бикольский Регион на острове Лусон. Административный центр — город Даэт.

## География
Провинция Северный Камаринес расположена на северо-западе Бикольского полуострова, который находится в юго-восточной части острова Лусон. Это одна из шести провинций Бикольского региона. С севера омывается водами Тихого океана и водами заливов Сан-Мигель и Ламон. Граничит с провинциями Южный Камаринес и Кесон. Даэт, главный город, расположен в 342 км от столицы страны, города Манила.

## История
Провинция Бикол была основана в 1573 году. Провинция Камаринес была выделена из Бикола в 1636, а в 1829 она была разделена на северную и южную часть. С 1854 по 1857 обе части были вновь соединены, и носили название Амбос Камаринес («Оба Камаринеса»), затем снова соединены в 1893 году, и окончательно разделены в 1917 году.
Северный Камаринес включает 12 муниципалитетов.

## Население
По данным переписи 2010 года население провинции составляет 542 915 человек, что составило 10 % от населения региона (5 420 411 человек) и 0,59 % от населения всей страны (92 337 852 человек). Основной разговорный язык в провинции — бикольский, наряду с тагальским и английским.
По данным на 2013 год численность населения составляет 537 317 человек.
Динамика численности населения провинции по годам:
| 2000    | 2007    | 2013    |
| ------- | ------- | ------- |
| 458 840 | 513 785 | 537 317 |

## Административное деление
В административном отношении подразделяется на 12 муниципалитетов:
| - Басуд - Капалонга - Даэт - Хосе-Панганибан - Лабо - Мерседес | - Парасале - Сан-Лоренсо-Руис - Сан-Висенте - Санта-Елена - Талисэй - Винсонс |

## Экономика
В Северном Камаринесе представлены ремесла и производство сельскохозяйственной продукции. Здесь изготовляют сувениры и игрушки, развито ювелирное дело, в сельском хозяйстве основная продукция — ананасы и кокосы.

## Персоналии
- Винзонс, Венцеслао